# Leistungsklasse A 1996/97
Die Saison 1996/97 der Leistungsklasse A war die achte Austragung der höchsten Spielklasse im Schweizer Fraueneishockey und zugleich die elfte Schweizer Meisterschaft. Den Titel gewann zum vierten Mal in der Vereinsgeschichte die Frauenmannschaft des DHC Lyss, die sich vor der Saison vom Hauptverein SC Lyss abgespaltet hatte. Die Spielgemeinschaft EHC Bülach/EHC Illnau-Effretikon stieg in die Leistungsklasse B ab und wurde durch den Sieger der zweiten Spielklasse, den DEHC Biel, ersetzt.

## Tabelle
Abkürzungen:S = Siege, U= Unentschieden, N = Niederlagen
| Rang | Verein                           | Spiele | S  | U | N  | Tore  | Punkte |
| ---- | -------------------------------- | ------ | -- | - | -- | ----- | ------ |
| 1.   | DHC Lyss                         | 20     | 14 | 2 | 4  | 91:48 | 30     |
| 2.   | SC Reinach «Albatros»            | 20     | 12 | 2 | 6  | 73:58 | 26     |
| 3.   | EHC St. Gallen                   | 20     | 8  | 1 | 11 | 71:79 | 17     |
| 4.   | EV Zug                           | 20     | 7  | 2 | 11 | 81:88 | 16     |
| 5.   | SC Weinfelden-GC Zürich          | 20     | 8  | 0 | 12 | 66:84 | 16     |
| 6.   | EHC Bülach/EHC Illnau-Effretikon | 20     | 7  | 1 | 12 | 68:92 | 15     |